# Bua jezik
Bua jezik (ISO 639-3: bub), nigersko-kongoanski jezik iz Čada kojim govori oko 7 710 ljudi (1993 popis) u departmanima Barh Kôh i Barh Signaka. Zajedno s još devet drugih jezika sačinjava mbum daysku podskupinu bua. 
Bua je adamavski jezik, različit je od jezika bua ili bwa [bww] iz DR Konga koji pripada benue-kongoanskoj skupini. U upotrebi je i čadski arapski [shu]. 'Mana' ili 'kobe' je alternativni naziv ili njegov dijalekt.

## Vanjske poveznice
- Ethnologue (14th)
- Ethnologue (15th)